# Hilde Benjamin
Hilde Benjamin (Bernburg, 1902. február 5. – Berlin, 1989. április 18.) keletnémet bíró és politikus, az NDK igazságügyi minisztere. Az 1950-es években egy sor koncepciós per tárgyalását vezette.